# 金田村 (栃木県)
金田村（かねだむら）は栃木県の北東部、那須郡に属していた村である。

## 地理
- 河川：蛇尾川、相の川

## 歴史
- 1889年（明治22年）4月1日 - 町村制施行により、北金丸村、南金丸村、中田原村、町島村、荒井村、岡村、今泉村、戸野内村、富池村、練貫村、市野沢村、小滝村、乙連沢村、羽田村、鹿畑村、倉骨村、赤瀬村、北大和久村、奥沢村、上奥沢村が合併し那須郡金田村が成立する。「金田」の地名は、南北金丸の「金」と中田原の「田」をとったことによる。
- 1945年（昭和20年）11月5日 - 皇室財産で陸軍演習地などがあった金丸ヶ原が農耕地として政府に下賜された。下賜は同月21日にGHQ指令により無効とされたが[1]。その後、同地での開拓が進められた。
- 1954年（昭和29年）12月1日 - 大田原町、親園村と合併し大田原市を新設する。

## 行政

### 町長
| 代   | 氏名         | 就任                   | 退任                   | 備考 |
| ---- | ------------ | ---------------------- | ---------------------- | ---- |
| 1    | 益子健吉     | 1889年（明治22年）4月  | 1891年（明治24年）3月  |      |
| 管掌 | 阿久津修斉   | 1891年（明治24年）11月 | 1892年（明治25年）3月  |      |
| 2    | 真野隆春     | 1893年（明治26年）5月  | 1894年（明治27年）7月  |      |
| 3    | 松田正義     | 1894年（明治27年）7月  | 1898年（明治31年）10月 |      |
| 4    | 矢吹鉎太郎   | 1898年（明治31年）10月 | 1902年（明治35年）12月 |      |
| 5    | 渡辺六郎     | 1902年（明治35年）12月 | 1903年（明治36年）10月 |      |
| 6    | 藤田勇馬     | 1903年（明治36年）10月 | 1912年(明治45年)5月    |      |
| 7    | 斎藤英林     | 1912年（明治45年）5月  | 1916年（大正5年）5月   |      |
| 8    | 渡辺六郎     | 1916年（大正5年）5月   | 1920年（大正9年）5月   | 再任 |
| 9    | 藤田勅之助   | 1920年（大正9年）5月   | 1927年（昭和2年）4月   |      |
| 10   | 渡辺宇平     | 1927年（昭和2年）4月   | 1931年（昭和6年）4月   |      |
| 11   | 平山助右衛門 | 1931年（昭和6年）4月   | 1932年(昭和7年)7月     |      |
| 12   | 室井要       | 1932年（昭和7年）7月   | 1947年（昭和22年）3月  |      |
| 13   | 小松兼蔵     | 1947年（昭和22年）4月  | 1954年（昭和29年）11月 |      |